# Fútbol tiquitaca
El fútbol tiquitaca o, simplemente, el tiquitaca o tikitaka, es un estilo de juego en fútbol que se caracteriza por el uso de pases cortos y precisos en las transiciones, búsqueda constante del espacio y movimiento de balón, y el mantenimiento de la posesión. Surgió en España, en el segundo lustro de los años 2000.

## Características del estilo de juego

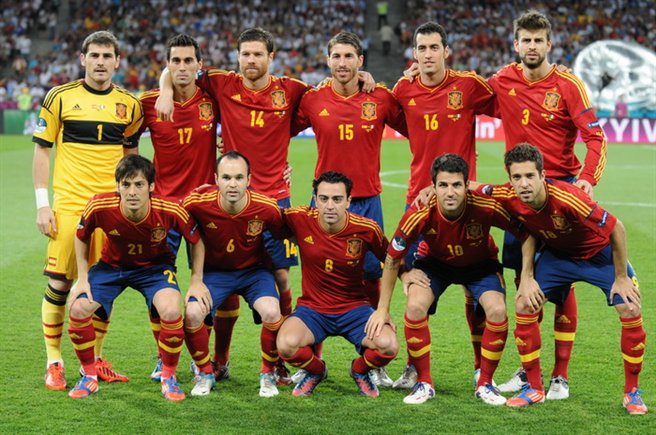
Selección española que se impuso por 4-0 al combinado italiano en Kiev en la final de la Eurocopa 2012, practicando un fútbol de tiquitaca: (de pie, de izq. a der.) Casillas, Arbeloa, Alonso, Ramos, Busquets, Piqué, (agachados) Silva, Iniesta, Xavi, Cesc, Alba.

El tiquitaca es la evolución española del «fútbol total» neerlandés, que a su vez fue una evolución del balompié practicado por el «equipo de oro» húngaro de los años 1950.[cita requerida] Muchos de aquellos «magiares mágicos», tales como Ferenc Puskás, Sándor Kocsis, Zoltán Czibor o Ladislao Kubala, recalaron en equipos de la Liga española, incorporando sus tácticas y contrastadas capacidades técnicas al fútbol español. A principios de los años 1970 el neerlandés Rinus Michels fue entrenador del F. C. Barcelona, sembrando la semilla del fútbol total de los Países Bajos en la Liga, que años más tarde abonaron equipos tales como sobre todo el Fútbol Club Barcelona de Johan Cruyff. El jugador neerlandés, posteriormente entrenador, que fue la estrella de los equipos de Rinus Michels, explotó esta fórmula convirtiéndola en la filosofía imperante todavía hoy en el club barcelonés y que fue perfeccionada por los métodos de Luis Aragonés, Pep Guardiola o Vicente del Bosque, entre otros. A pesar de que estas filosofías balompédicas priman el toque como principal herramienta a la hora de plantear un partido, difieren en algunos planos, principalmente por las características físicas de cada grupo de futbolistas y por la evolución lógica del fútbol a través de los años.
La diferencia más evidente del tiquitaca respecto al fútbol total es que, mientras esta última basaba el juego en una movilidad y libertad absoluta de sus balompedistas sobre el terreno de juego, gracias principalmente a su poderío físico, el tiquitaca se ha adaptado a la naturaleza menuda del futbolista español,[cita requerida] combinada con un gran dominio de las habilidades técnicas. De esta manera, esta diferencia física genera un cambio en el estilo de juego, llenando los espacios de una forma más efectiva a través de las transiciones con un juego rápido y preciso de toque y grandes posesiones de balón. A su vez, esto provoca una mayor efectividad en la presión a la hora de pasar al plano defensivo, puesto que el jugador que pierde la pelota se encuentra rodeado de miembros de su equipo normalmente más frescos que los rivales, claramente castigados a consecuencia de ejecutar largas presiones con el consiguiente consumo de energía que estas conllevan.
Esta particularidad física también ha sido mediáticamente bautizada con el apelativo de «los Bajitos», que en la selección española simbolizan Xavi Hernández, Andrés Iniesta, David Silva, Santi Cazorla, Juan Mata, Pedro, Jordi Alba o Jesús Navas, entre otros, mientras que el Fútbol Club Barcelona incorpora al jugador argentino Lionel Messi.
Este tipo de juego se considera opuesto al conocido como catenaccio italiano, célebre por priorizar el balompié defensivo y el resultadismo. El tiquitaca no impide potenciar las individualidades, sino que las exalta desde el juego colectivo. Desde las victorias de la selección española y el F. C. Barcelona en los últimos años, muchos equipos han querido volver a practicar ese fútbol que parecía que se estaba extinguiendo desde que desapareció el jogo bonito de Brasil o el fútbol total de los Países Bajos de la década de los años 1970. Actualmente el tiquitaca es uno de los estilos de juego más utilizados en la Liga, aunque otros equipos de Alemania o Inglaterra lo han convertido en su seña de identidad.

## Origen del vocablo
El término tiquitaca ya era utilizado en los años 1980 por entrenadores detractores de este estilo de juego por su falta de verticalidad, como José María Maguregui o Javier Clemente. Fue precisamente Clemente quien acuñó el vocablo, al ridiculizar un artículo del entrenador argentino Ángel Cappa titulado «El tiqui y el toque», publicado en 1994 en el diario El País.
Sin embargo, años después el presentador de televisión Andrés Montes lo popularizó en España como expresión de elogio al juego de la selección española en la Copa Mundial de Fútbol de 2006, siendo locutor de La Sexta.
El vocablo es especialmente usado para referirse al estilo de juego desarrollado por la selección española desde 2006 y posteriormente por el Fútbol Club Barcelona. Distintos medios de comunicación de diferentes países utilizan el término al explicar el estilo de juego al retransmitir los partidos, en artículos y conferencias de prensa.

## Equipos más representativos del estilo de juego
- La Máquina de River Plate: 8 títulos conseguidos entre 1941 y 1945.[11][12][13]
- La Selección de fútbol de España durante los periodos en que fue entrenada por Luis Aragonés (2004-2008), Vicente del Bosque (2008-2016), Julen Lopetegui (2016-2018), Fernando Hierro (2018) y Luis Enrique (2018-2022).
- El Fútbol Club Barcelona de Pep Guardiola, campeón del sextete en 2009.
- El Huracán de Ángel Cappa del 2009, equipo más conocido como "Los Ángeles de Cappa".
- El Santa Bárbara de Iván Maldonado del 2005, semillero de estrellas como Kako o Pernía, con largas carreras en la Primera División venezolana.
- El Real Zaragoza de Victor Fernández (1991-1996) campeón de la Recopa de Europa en 1995. Señalado por Pep Guardiola como referente de su estilo de juego en el Fútbol Club Barcelona y de la Selección de fútbol de España.[14]